# Echinolittorina paytensis
Echinolittorina paytensis is een slakkensoort uit de familie van de Littorinidae. De wetenschappelijke naam van de soort is voor het eerst geldig gepubliceerd in 1847 door Philippi.